# Ferenc Babai
Ferenc Babai (n.12 martie 1742, Pécs-d.1 septembrie 1778, ?) a fost un scriitor, epigramist și călugăr iezuit maghiar.